# Championnat d'Amérique du Sud masculin de volley-ball 1983
Navigation
Édition précédente Édition suivante
Le 15e championnat d'Amérique du Sud de volley-ball masculin 1983 s'est déroulé du 27 au 31 juillet 1983 à São Paulo, Brésil. Il a mis aux prises les sept meilleures équipes continentales.

## Équipes présentes
- Argentine
- Brésil
- Chili
- Colombie
- Équateur
- Uruguay
- Venezuela

## Classement final
| Place              | Équipe    |
| ------------------ | --------- |
| Médaille d'or      | Brésil    |
| Médaille d'argent  | Argentine |
| Médaille de bronze | Chili     |
| 4                  | Venezuela |
| 5                  | Colombie  |
| 6                  | Uruguay   |
| 7                  | Équateur  |